# Siksto IV.
Siksto IV. (21. srpnja 1414. – 12. kolovoza 1484.), pravim imenom Francesco della Rovere, papa od 1471. do 1484. godine.
Postavio je temelje Sikstinskoj kapeli, gdje su okupljeni renesansni umjetnici koji su je ukrašavali.